# Un Français
Pour plus de détails, voir Fiche technique et Distribution.
Un Français est un film français réalisé par Diastème, sorti le 10 juin 2015.

## Synopsis
Le film raconte, sur une période de 19 ans (de 1994 à 2013), l'histoire de Marco (Alban Lenoir) et de ses acolytes, Braguette (Samuel Jouy), Grand-Guy (Paul Hamy) et Marvin (Olivier Chenille). Ils sont ce que l'on appelle des skinheads et passent leurs journées à cogner des Noirs et des Arabes, à se battre contre des punks et des redskins, et à coller des affiches de l'extrême droite. Mais peu à peu, au fil des années, Marco se remet en question et décide de se repentir, de devenir quelqu'un de bien et d'abandonner cette haine et ce mépris. On va alors suivre le parcours d'un homme essayant par tous les moyens d'abandonner la colère, la violence et la bêtise qui le rongent pendant qu'autour de lui, à l'inverse, la société se radicalise de plus en plus et plusieurs personnes de son entourage, notamment sa petite amie et un de ses amis, tous deux décidés à garder leurs idéaux racistes, xénophobes, islamophobes, homophobes... ne le reconnaissent plus.

## Fiche technique
Sauf indication contraire, les informations mentionnées dans cette section peuvent être confirmées par les bases de données cinématographiques IMDb, Allociné et Unifrance,  présentes dans la section « Liens externes ».
- Titre original : Un Français
- Réalisation : Diastème
- Scénario : Diastème
- Direction de la photographie : Philippe Guilbert
- Décors : Riton Dupire-Clément
- Montage : Chantal Hymans
- Son : Jean-Marie Blondel
- Costumes : Frédéric Cambier
- Production : Marielle Duigou et Philippe Lioret
  - Coproduction : Stéphane Célérier
- Société de production : Fin Août Productions, Mars Films et France 3 Cinéma, en association avec Cinémage 9
- Société de distribution : Mars Distribution
- Pays de production :  France
- Genre : Film dramatique
- Durée : 98 min
- Date de sortie :
  - France : 10 juin 2015
- Classification : interdit aux moins de 12 ans en France

## Distribution
Sauf indication contraire, les informations mentionnées dans cette section peuvent être confirmées par les bases de données cinématographiques IMDb, Allociné et Unifrance,  présentes dans la section « Liens externes ».
- Alban Lenoir : Marco Lopez
- Samuel Jouy : Braguette
- Paul Hamy : Grand-Guy
- Olivier Chenille : Marvin
- Jeanne Rosa : Kiki
- Patrick Pineau : le pharmacien
- Lucie Debay : Corinne
- Blandine Pélissier : la mère de Marco
- Alex Martin : le punk antillais
- Michaël Troude : le redskin
- Frédéric Andrau : l'inspecteur de police
- Julien Honoré : Calou
- Nicolas Wanczycki : le patron du bar skin
- Alice Butaud : une avocate
- Pierre-Benoist Varoclier : le client ivre

## Réception critique
Pour Marianne, Un Français est un film bien joué mais « à moitié réussi » et qui pèche par sa candeur. Jérôme Leroy salue un film qui traite un sujet peu abordé en évitant de « sombrer dans l’antifascisme de pacotille » et n’étant « jamais dans le jugement, le message, le catéchisme ».

## À noter
- Le 25 mai 2015, Diastème annonce sur son blog que les 50 avant-premières prévues auraient été annulées, et que si le film sortait, chose déjà incertaine, ce serait dans moins de 50 salles. Les raisons évoquées sont la difficulté de mise en place causée par le départ de la profession au festival de Cannes, mais aussi la peur des exploitants due à la sensibilité du sujet, le réalisateur ayant de son côté reçu un grand nombre[réf. nécessaire] de lettres de pressions et de menaces de représailles[3]. Les propos du réalisateur sont largement relayés par la presse mais les propriétaires de salles interrogés, en contradiction avec ces affirmations, mettent en avant non pas un « climat » de peur mais tout simplement « un manque de croyance dans le potentiel commercial du film » et le fait que Mars Films a « envoyé la demande trop tard pour organiser l’événement »[4],[5].